# Lebogang Ramalepe
Lebogang Ramalepe, née le 3 décembre 1991 à Ga-Kgapane, est une footballeuse internationale sud-africaine évoluant au poste de défenseure aux Mamelodi Sundowns.

## Biographie

### En équipe nationale
Avec l'équipe d'Afrique du Sud, elle termine quatrième du championnat d'Afrique féminin 2014 et participe aux Jeux olympiques d'été de 2016. Lors du tournoi olympique, elle joue trois matchs, contre la Suède, la Chine et enfin le Brésil.
Elle est ensuite finaliste de la Coupe d'Afrique des nations 2018, inscrivant un but en demi-finale contre le Mali. Elle est par ailleurs nommée dans l'équipe-type de la compétition.
En 2019, elle figure sélectionnée parmi les 23 joueuses sud-africaines retenues pour participer à la Coupe du monde organisée en France.

## Palmarès

### Palmarès en sélection
- Vainqueur de la Coupe d'Afrique des nations 2022 avec l'équipe d'Afrique du Sud
- Finaliste de la Coupe d'Afrique des nations 2018 avec l'équipe d'Afrique du Sud

### Distinctions individuelles
- Nommée dans l'équipe-type de la Coupe d'Afrique des nations 2018